# Малинаускас, Станисловас Юозович
Станисловас Юозович Малинаускас — советский хозяйственный, государственный и политический деятель.

## Биография
Родился в 1916 году в Дотнуве. Член КПСС с 1935 года.
С 1929 года — на хозяйственной, общественной и политической работе. В 1929—1987 гг. — участник коммунистической подпольной борьбы в Литве, участник Великой Отечественной войны в составе 2-го зосб МВО, а также Литовского ШПД, партизан партизанского отряда в Литве, первый секретарь Таурагского укома КП(б) Литвы, первый секретарь Укмергского укома КП(б) Литвы, председатель Клайпедского горисполкома, заместитель министра сельского хозяйства Литовской ССР, первый секретарь Расейнского райкома КП Литвы, инспектор ЦК КП Литвы, председатель Совета колхозов при Совете Министров Литовской ССР, председатель Бюро ЦК КП Литвы по заготовкам сельскохозяйственных продуктов, председатель Литовского республиканского профсоюза работников сельского хозяйства.
Избирался депутатом Верховного Совета СССР 2-го созыва, Верховного Совета Литовской ССР 3-4-го созывов.
Умер в Литве после 1987 года.